# Club dei Quattro

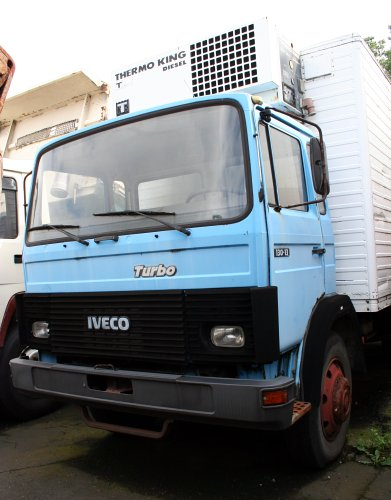
Iveco con cabina "Club of Four"

Il Club dei Quattro (in inglese Club of Four, tedesco Vierer-Club, svedese De fyras klubb) fu un'alleanza siglata nel 1971 tra Saviem, Volvo, DAF e Magirus-Deutz (Ufficialmente Société Européenne de Travaux et de Développement - ETD) per la costruzione di una gamma unificata di veicoli medi e che ebbe sede a Parigi.
Essendo la cabina una delle parti più onerose in termini di sviluppo, l'alleanza permise di ridurre i costi mediante l'adozione di un modello unificato.  
Per contraddistinguere il marchio delle quattro Case fondatrici ogni cabina fu equipaggiata con una specifica calandra, paraurti e passaruota.  
L'alleanza terminò dopo soli 4 anni poiché nel 1975 Magirus-Deutz divenne parte della Iveco e Saviem si unì a Berliet nella Renault Véhicules Industriels (RVI).                          
La cabina, però, fu ancora utilizzata sia dai rispettivi costruttori che dalla americana Mack Trucks, per circa 25 anni, sui suoi veicoli medio-leggeri a marchio Mack Magirus come il 90M6K da 6 ton.                          

## Volvo

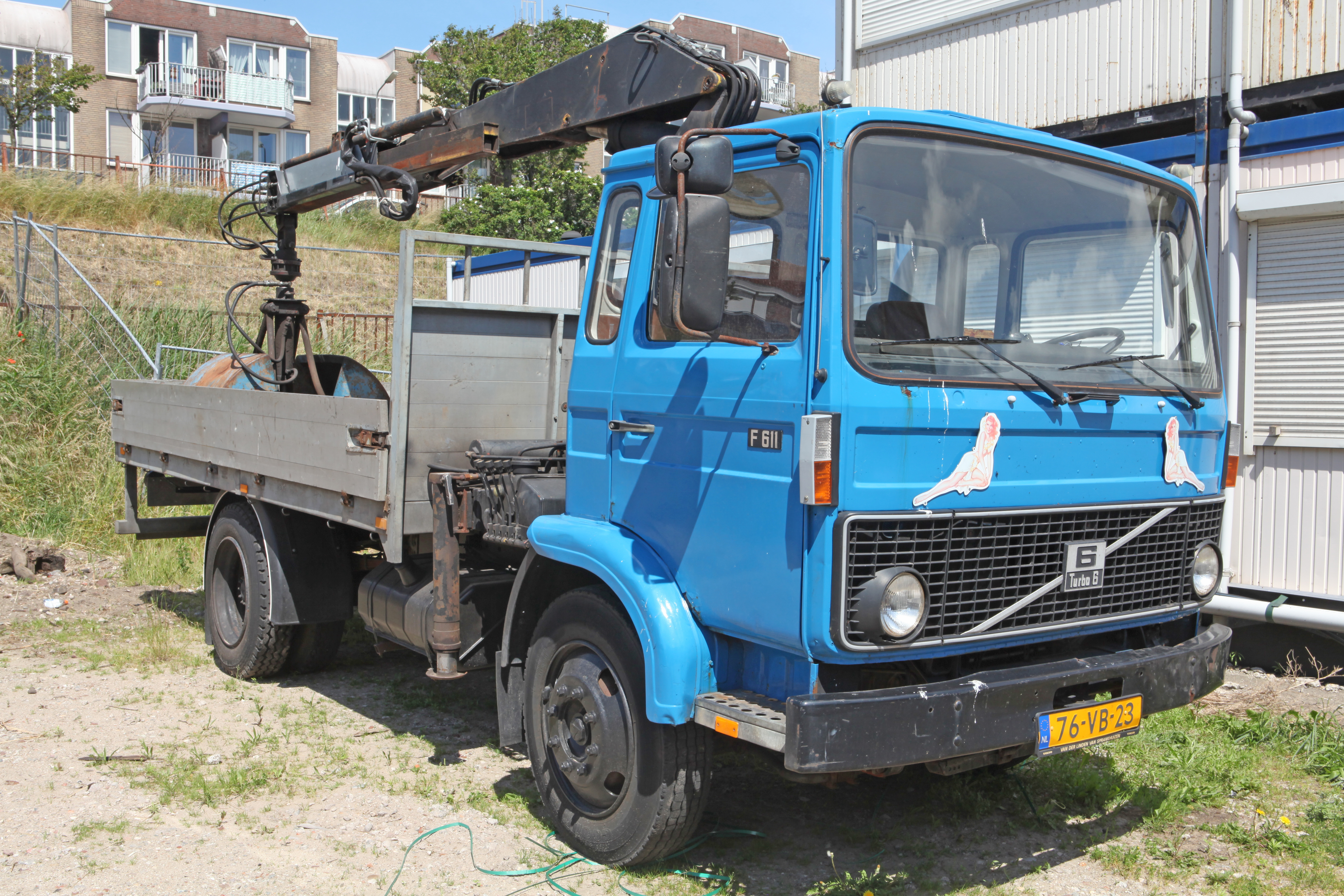
Volvo F611 del 1980

La Volvo usò la cabina per l'F4 (F406/F407/F408) e l'F6 (F609/F610/F611/F612/F613/F614) fino al 1985-1986; successivamente venne introdotto il Volvo FL.
La cabina Club of Four dovette essere rinforzata per gli standard svedesi. Venne usata per il CH230, telaio ridotto in dimensioni e potenza motore maggiorata, per il mercato svizzero.
Il CH230, introdotto nel 1977, aveva il telaio del F89, con assale ridotto del F86 e ponte Volvo N10. Nel 1980 apparve la versione con cabina F7 e telaio Volvo F10-F12, che rimase in commercio fino al 1986, quando venne sostituita dal FS10.

## Saviem e RVI

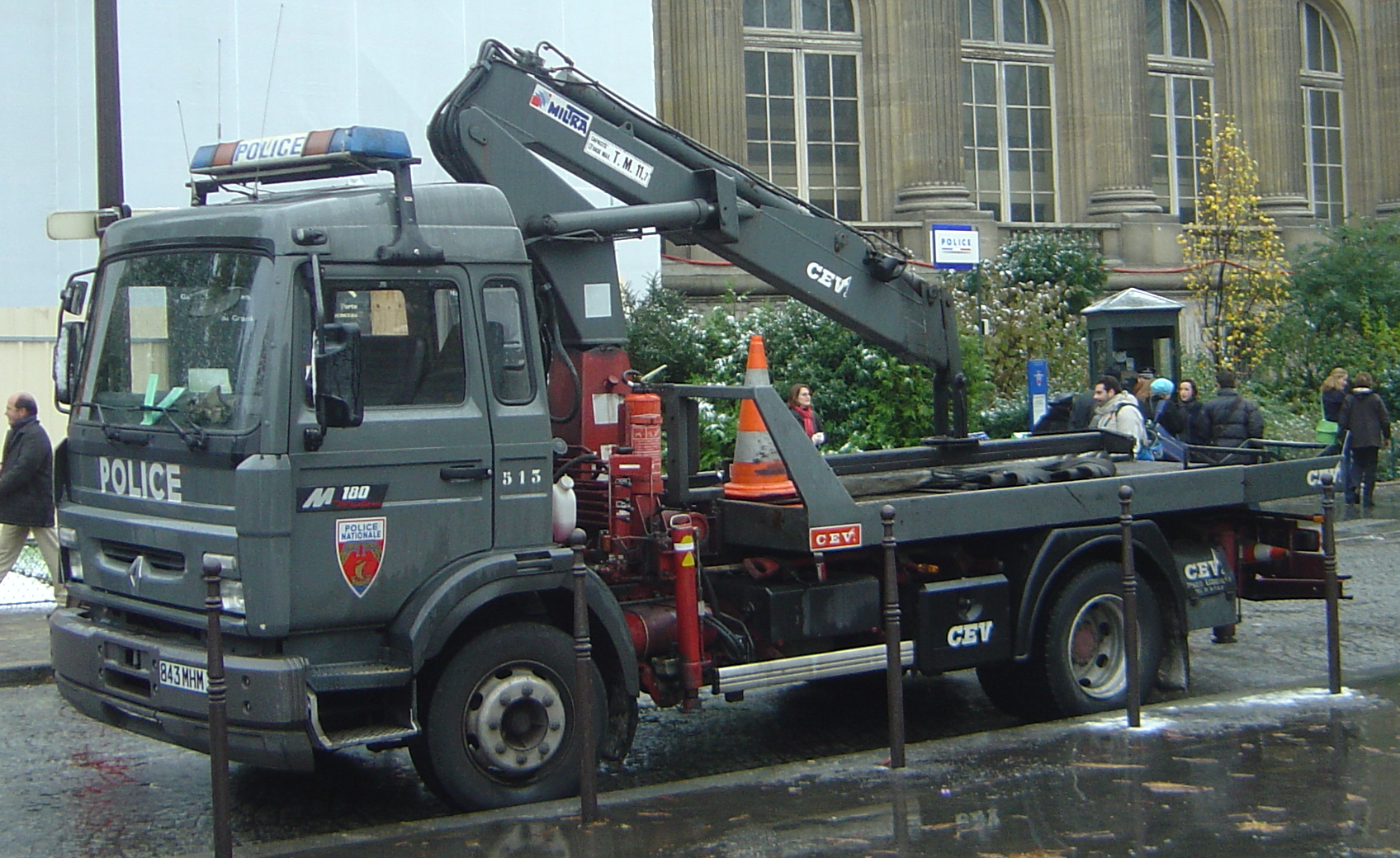
Renault Midliner degli anni novanta

I Saviem H/HB (26 t) e Saviem J (9-13 t) utilizzarono la cabina Club of Four, così come la serie G, la JK65/75/85 e la Renault C e S. Successivamente la cabina fu usata su Renault Midliner, Maxter e Manager.

## Magirus-Deutz e Iveco

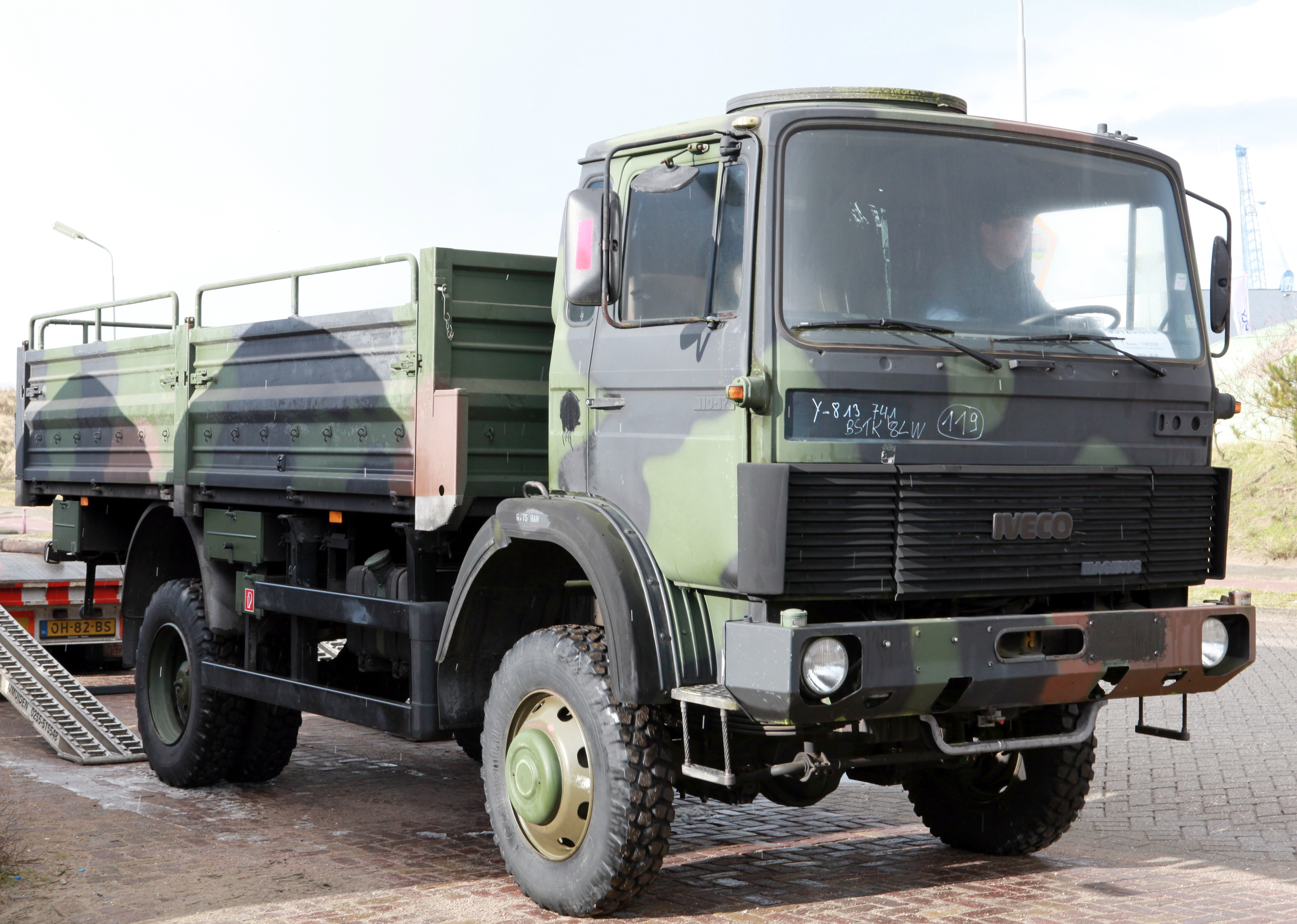
Iveco-Magirus militare con cabina Club of Four

Magirus-Deutz utilizzò le cabine Club of Four appena prima che fosse acquisita dalla Iveco nel 1975, che poi vendette veicoli a marchio Magirus o Iveco Magirus con la cabina Club dei Quattro, denominata "MK". 
Il Magirus-Deutz MK fu prodotto in Germania, divenne Magirus Iveco nei primi anni ottanta, poi Iveco Magirus ed infine solo Iveco. La diffusione del veicolo fu limitata al mercato tedesco e Paesi limitrofi ma qualche esemplare fu importato anche in Italia, dove il clima rigido faceva preferire il raffreddamento ad aria e le dimensioni ridotte della cabina. 
Nel 1992 venne sostituito dall' Iveco Eurocargo.

## DAF

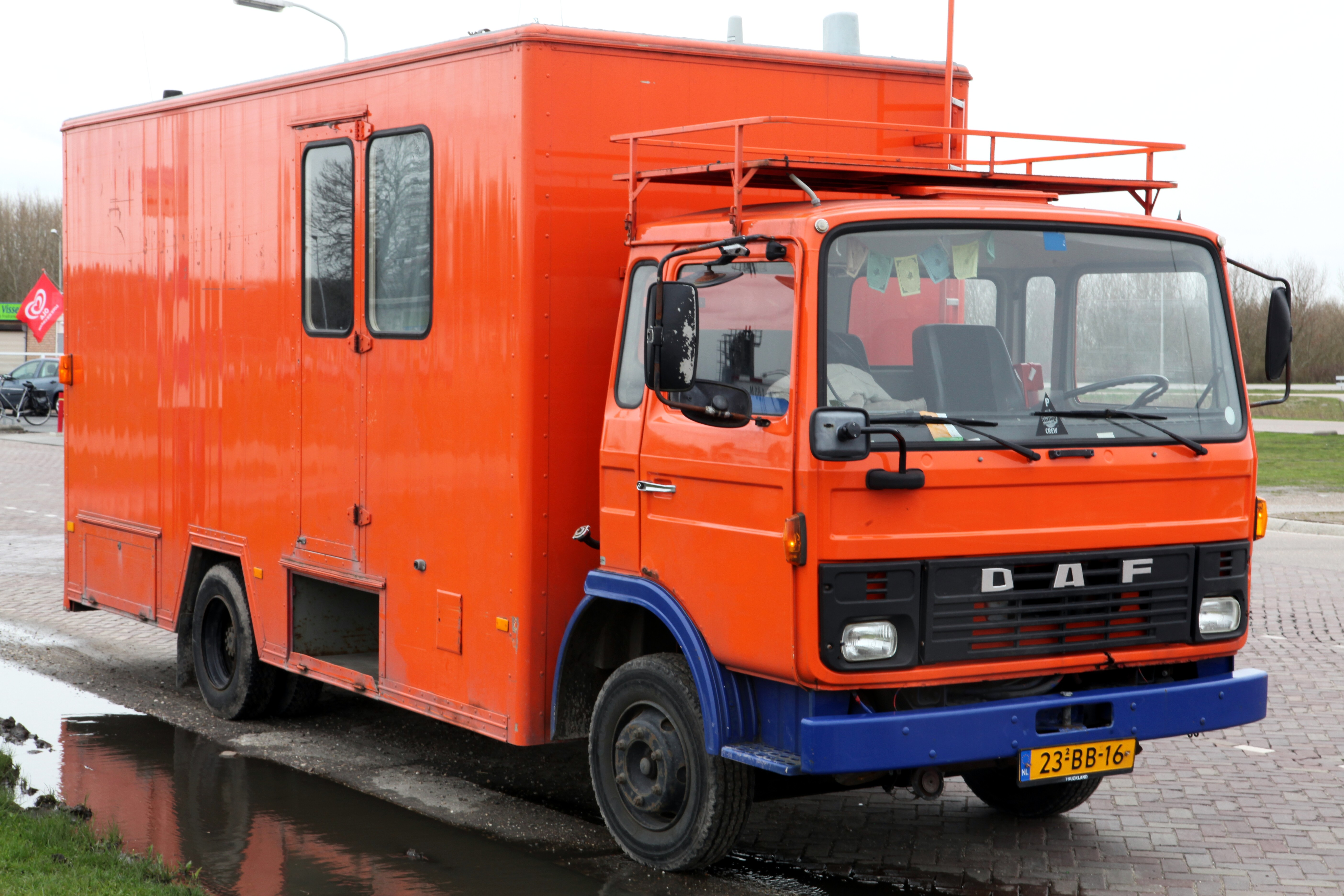
DAF FA900

La DAF nel 1975 usò la cabina sul DAF F700 e F900; poi su F500, F1100, F1300 e F1500. DAF si fuse con la Leyland nel 1987 e sostituì la cabina.

## Mack

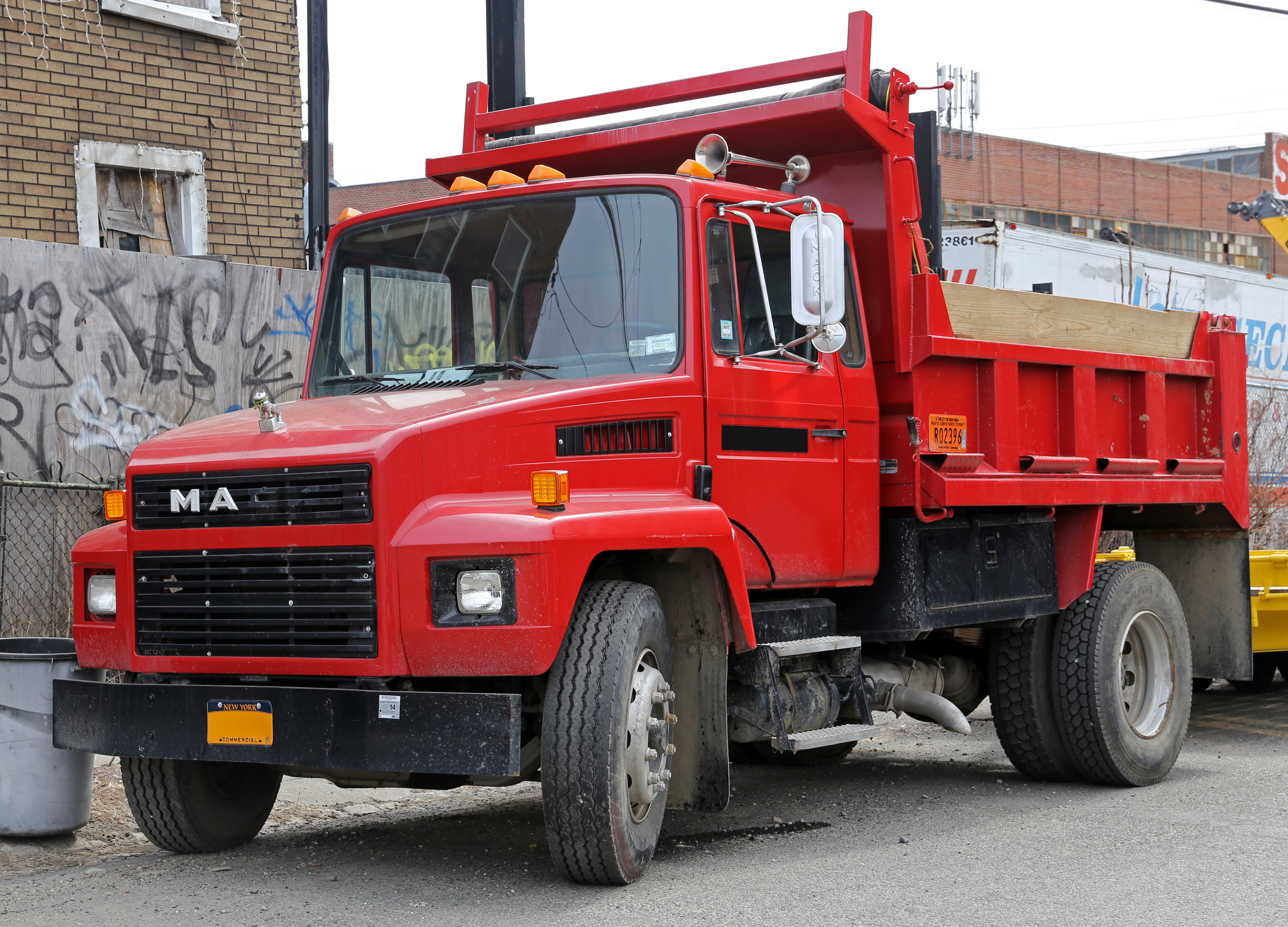
Mack CS300P del 1988

L'americana Mack utilizzò le cabine Club of Four su telai Renault (che comprò il 10% dell'azienda nel 1979)). Costruito da RVI in Francia, fu venduto come Mack Mid-Liner o Manager; era disponibile nei modelli MS200 o MS300, con motori 5,5 o 8,8 litri "turbocharged" diesel sei cilindri; potenze di 175 HP o 210 HP. L'MS300 fu venduto anche come trattore. Il Mack Mid-liner fu rimpiazzato nel 2001 dal Mack Freedom, sempre costruito dalla Renault. Una versione con motore depotenziato fu la MS250, a metà degli anni ottanta. La versione CS ("Conventional Styling") risale al 1985. Una variante cab-over, CS300T, fu introdotta poco dopo.